# 松本里乃
松本 里乃（まつもと りの、2004年2月10日 - ）は、佐賀県有明町（現・白石町）出身の女子野球選手、TikToker。ポジションは投手・外野手・三塁手。TikTokではまつりの・野球girl名義で活動している。タグダムエージェンシー所属。

## 経歴
小学校4年生で佐賀少年野球で野球を始め、中学時代はソフトボール部に所属、中2で軟式野球に転向した。高知中央高等学校に進学後の2020年にTikTokでフォロワーが85万になるなど一躍有名となる。
2021年の第25回全国高校女子硬式野球選手権大会に出場。同年8月23日、女子野球としては史上初めて決勝戦が阪神甲子園球場で行われた神戸弘陵学園高等学校戦では、試合は敗れたものの6回1死から登板し無失点に抑えた。同年12月18日、女子高校硬式野球選抜に選ばれ、イチロー率いるKOBE CHIBENと対戦。5回から登板しイチローをセカンドゴロに抑えたが、打者としては投手イチローに空振り三振を喫した。
高校卒業後の2022年4月から、広島県にあるMSH専門学校に進学。
同年12月、YouTubeにて病気が発覚したことによりMSH専門学校を退学したことを公表。

## 人物
球速は最速124km/h、変化球はスライダー等3種類。オーバスローとサイドスローを使い分ける。

## 出演
テレビ
- ジャンクSPORTS（2022年6月19日、フジテレビ）

## 書籍

### デジタル写真集
- MAX124km/h ~ストレートに魅せられて~ vol.1（2025年1月23日、講談社）
- MAX124km/h ~ストレートに魅せられて~ vol.2（2025年1月23日、講談社）